# Daniil Jakovlevič Chrabrovickij
Daniil Jakovlevič Chrabrovickij (in russo Даниил Яковлевич Храброви́цкий?; Rostov sul Don, 28 giugno 1923 – Mosca, 1º marzo 1980) è stato un regista sovietico.

## Filmografia parziale

### Regista
- Pereklička (1965)
- Domare il fuoco (1972)
- Povest' o čelovečeskom serdce (1974)